# Mathilde Marchesi

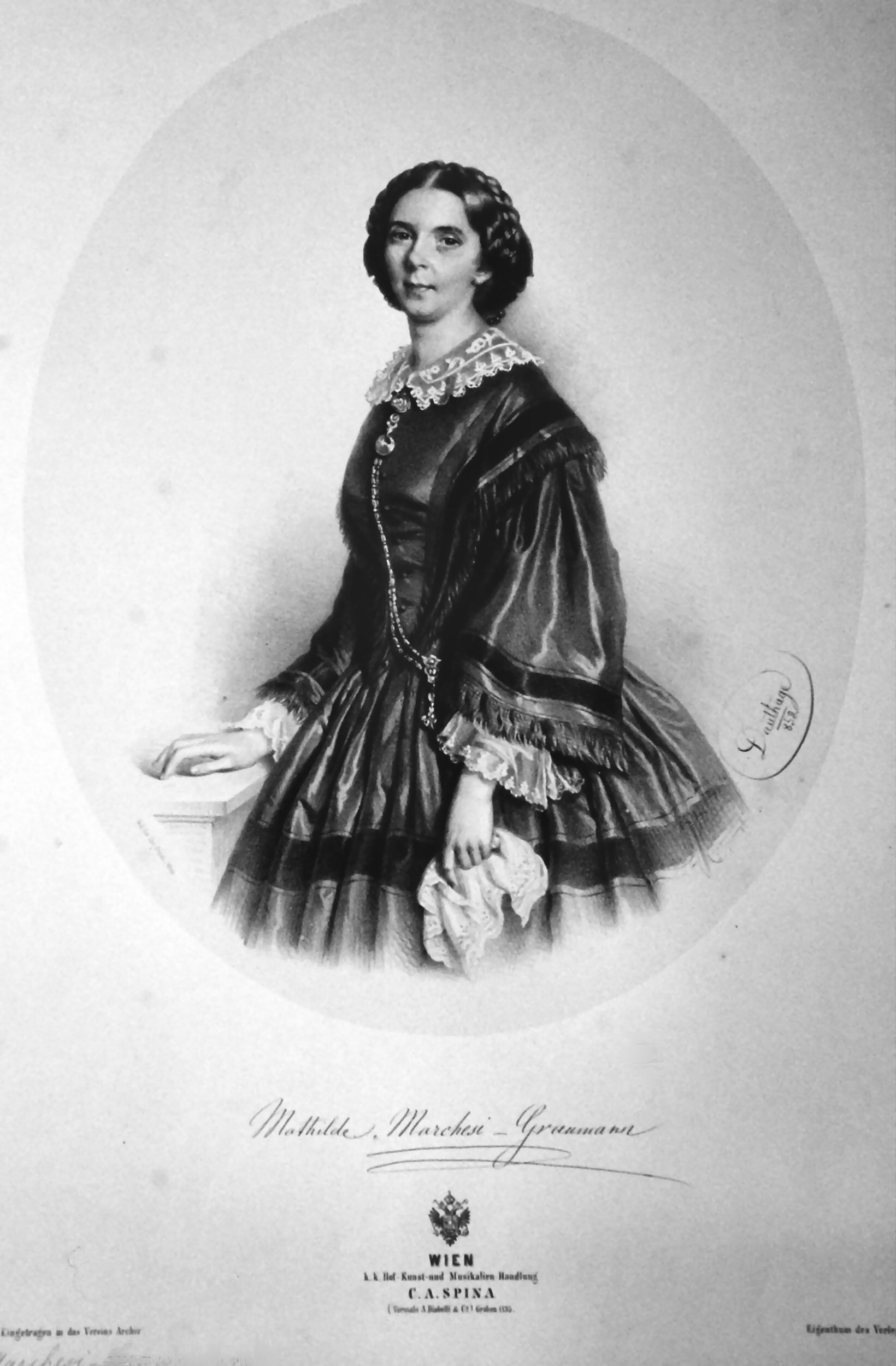

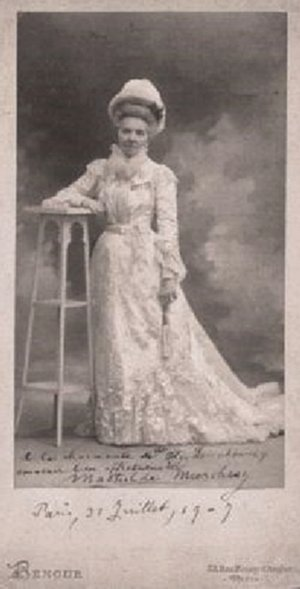
Mathilde Marchesi.

Mathilde Marchesi (Mathilde Graumann) (* 24 de marzo de 1821, Fráncfort del Meno – † 17 de noviembre de 1913, Londres) fue una mezzosoprano alemana y famosa maestra de canto, gran exponente del bel canto.
Estudió en Viena y en París con el célebre Manuel García, se casó con el barítono italiano Salvatore Marchesi con quien tuvo a Blanche Marchesi (1863–1940).
Su carrera fue breve, dedicándose posteriormente a la enseñanza del método de canto. Enseñó en Colonia y Viena y luego en su conservatorio parisino desde 1881. Escribió varios ensayos sobre el análisis del método de canto.
Hoy Marchesi no se recuerda para nada por su carrera como cantante. Por el contrario, se le conoce sobre todo como la maestra de un sorprendente número de grandes cantantes, y también como la persona que llevó la técnica del bel canto en el siglo XX. Sus ideas siguen siendo estudiadas, principalmente por cantantes, especialmente aquellos con las voces en el rango de soprano, en el que se había especializado Marchesi.

## Pupilos
Se contaron entre sus discípulos:
- Suzanne Adams
- Frances Alda
- Sigrid Arnoldson
- Kate Bensberg
- Nadina Bulcioff
- Muriel Brunskill
- Emma Calvé
- Ilma Di Murska
- Marie Duma
- Emma Eames
- Marie Fillunger
- Mary Garden
- Etelka Gerster
- Katharina Klafsky
- Gabrielle Krauss
- Selma Kurz
- Estelle Liebling
- Nellie Melba
- Regina Pacini
- Rosa Papier
- Marta Petrini
- Louise Rieger
- Caroline Salla
- Sybil Sanderson
- Frances Saville
- Nadina Slaviansky
- Maggie Stirling
- Florence Toronta
- Guillaume Tremelli
- Inez McCune Williamson
- Ellen Beach Yaw
- Nadezhda Zabela-Vrubel